# Kanton Neumarkt
Der Kanton Neumarkt war eine Verwaltungseinheit im Distrikt Halle des Departements der Saale im napoleonischen Königreich Westphalen.
Hauptort des Kantons und Sitz des Friedensgerichts war Neumarkt im Saalkreis, welches heute in der Stadt Halle (Saale) aufgegangen ist. Der Kanton umfasste acht Kommunen. Er war bewohnt von 4744 Einwohnern und hatte eine Fläche von 0,9 Quadratmeilen. Er ging aus einem Teil des Saalkreises des Herzogtums Magdeburg hervor.
Die zum Kanton gehörigen Ortschaften waren:
- Neumarkt
- Trotha
- Ober- und Unter-Maschwitz
- Gutenberg mit Seeben
- Sennewitz mit dem Wirtshaus „Dreckente“, Groitsch, Deckeritzmühle
- Giebichenstein mit Steinmühle
- Mötzlich mit Tornau
- Löbnitz mit Räthern, Lehndorf und Teicha